# مردم شب (فیلم ۱۹۵۴)
مردم شب (به انگلیسی: Night People) یک فیلم درام آمریکایی است که در سال ۱۹۵۴ با بازی گریگوری پک،برودریک کرافورد، آنیتا بیورک و بادی ابسن به کارگردانی نانالی جانسون و نویسندگی جد هریس ساخته شده‌است. داستان این فیلم در برلین طی سال‌های پس از جنگ جهانی دوم اتفاق می‌افتد.